# Memoriał Ondreja Nepeli 2018
Memoriał Ondreja Nepeli 2018 – czwarte zawody łyżwiarstwa figurowego z cyklu Challenger Series 2018/2019. Zawody rozgrywano od 19 do 22 września 2018 roku w hali Zimný štadión Ondreja Nepelu w Bratysławie.
W konkurencji solistów zwyciężył Rosjanin Michaił Kolada, zaś wśród solistek Japonka Rika Kihira. W parach sportowych triumfowali Amerykanie Ashley Cain i Timothy LeDuc, zaś w parach tanecznych złoty medal zdobyli Rosjanie Wiktorija Sinicyna i Nikita Kacałapow.

## Wyniki

### Soliści
| Poz. | Zawodnik             | Nota łączna | SP | SP    | FS | FS     |
| ---- | -------------------- | ----------- | -- | ----- | -- | ------ |
| 1    | Michaił Kolada       | 274,37      | 1  | 96,82 | 1  | 177,55 |
| 2    | Siergiej Woronow     | 239,73      | 2  | 81,77 | 2  | 157,96 |
| 3    | Keiji Tanaka         | 221,92      | 3  | 77,53 | 4  | 144,39 |
| 4    | Moris Kwitiełaszwili | 221,63      | 4  | 76,49 | 3  | 145,14 |
| 5    | Aleksandr Samarin    | 215,69      | 5  | 76,30 | 5  | 139,39 |
| 6    | Danijjel Samochin    | 197,80      | 7  | 70,93 | 6  | 126,87 |
| 7    | Sean Rabbitt         | 195,83      | 6  | 70,98 | 7  | 124,85 |
| 8    | Jiří Bělohradský     | 177,36      | 8  | 64,86 | 10 | 112,50 |
| 9    | Burak Demirboğa      | 170,62      | 11 | 55,54 | 8  | 115,08 |
| 10   | Graham Newberry      | 169,19      | 10 | 58,32 | 11 | 110,87 |
| 11   | Nicky Obreykov       | 163,60      | 14 | 49,24 | 9  | 114,36 |
| 12   | Krzysztof Gała       | 151,59      | 13 | 53,81 | 12 | 97,78  |
| 13   | Marco Klepoch        | 150,33      | 12 | 53,98 | 13 | 96,35  |
| 14   | Michael Neuman       | 146,03      | 9  | 60,04 | 14 | 85,99  |
| 15   | Alexander Borovoj    | 124,81      | 15 | 44,34 | 15 | 80,47  |
| 16   | Anton Karpuk         | 116,19      | 18 | 37,28 | 16 | 78,91  |
| 17   | Andras Csernoch      | 114,42      | 19 | 36,70 | 17 | 77,72  |
| 18   | Manuel Drechsler     | 104,04      | 17 | 38,33 | 18 | 65,71  |
| 19   | Albert Mück          | 86,05       | 16 | 38,62 | 19 | 47,43  |

### Solistki
| Poz. | Zawodniczka              | Nota łączna | SP  | SP    | FS  | FS     |
| ---- | ------------------------ | ----------- | --- | ----- | --- | ------ |
| 1    | Rika Kihira              | 218,16      | 1   | 70,79 | 1   | 147,37 |
| 2    | Elizabet Tursynbajewa    | 192,30      | 2   | 69,99 | 2   | 122,31 |
| 3    | Stanisława Konstantinowa | 180,02      | 3   | 65,03 | 3   | 114,99 |
| 4    | Polina Curska            | 154,61      | 4   | 54,36 | 5   | 100,25 |
| 5    | Katie McBeath            | 154,56      | 7   | 52,85 | 4   | 101,71 |
| 6    | Choi Yu-jin              | 150,14      | 6   | 54,20 | 6   | 95,94  |
| 7    | Megan Wessenberg         | 143,47      | 8   | 52,01 | 7   | 91,46  |
| 8    | Silvia Hugec             | 135,00      | 5   | 54,24 | 10  | 80,76  |
| 9    | Rin Nitaya               | 133,86      | 10  | 45,57 | 8   | 88,29  |
| 10   | Elżbieta Gabryszak       | 132,46      | 9   | 46,91 | 9   | 85,55  |
| 11   | Elizaveta Ukolova        | 121,77      | 12  | 42,78 | 11  | 78,99  |
| 12   | Danielle Harrison        | 120,02      | 11  | 43,26 | 12  | 76,76  |
| 13   | Maria Sofia Pucherova    | 106,51      | 13  | 37,77 | 14  | 68,74  |
| 14   | Kim Hyun-soo             | 105,83      | 14  | 35,60 | 13  | 70,23  |
| 15   | Alisa Turchina           | 89,04       | 15  | 31,31 | 15  | 57,73  |
| WD   | Nina Letenayova          | DNS         | DNS | DNS   | DNS | DNS    |
| WD   | Kristen Spours           | DNS         | DNS | DNS   | DNS | DNS    |

### Pary sportowe
Konkurencja par sportowych podczas Memoriału Ondreja Nepeli 2018 nie została zaliczona do klasyfikacji Challenger Series. Minimalna wymagana liczba par wynosi 5 z co najmniej 3 państw należących do Międzynarodowej Unii Łyżwiarskiej (ISU).
| Poz. | Zawodnicy                            | Nota łączna | SP | SP    | FS | FS     |
| ---- | ------------------------------------ | ----------- | -- | ----- | -- | ------ |
| 1    | Ashley Cain / Timothy LeDuc          | 181,56      | 1  | 65,68 | 1  | 115,88 |
| 2    | Deanna Stellato / Nathan Bartholomay | 174,78      | 3  | 59,60 | 2  | 115,18 |
| 3    | Lina Kudriawcewa / Ilja Spiridonow   | 157,12      | 2  | 62,69 | 4  | 94,43  |
| 4    | Rebecca Ghilardi / Filippo Ambrosini | 155,02      | 4  | 53,09 | 3  | 101,93 |

### Pary taneczne
| Poz. | Zawodnicy                             | Nota łączna | RD | RD    | FD | FD     |
| ---- | ------------------------------------- | ----------- | -- | ----- | -- | ------ |
| 1    | Wiktorija Sinicyna / Nikita Kacałapow | 196,42      | 1  | 75,96 | 1  | 120,46 |
| 2    | Lorraine McNamara / Quinn Carpenter   | 178,64      | 2  | 70,37 | 2  | 108,27 |
| 3    | Bietina Popowa / Siergiej Mozgow      | 170,47      | 3  | 67,65 | 3  | 102,82 |
| 4    | Jasmine Tessari / Francesco Fioretti  | 159,21      | 5  | 61,05 | 5  | 98,16  |
| 5    | Lilah Fear / Lewis Gibson             | 158,85      | 8  | 59,34 | 4  | 99,51  |
| 6    | Robynne Tweedale / Joseph Buckland    | 153,59      | 7  | 59,61 | 6  | 93,98  |
| 7    | Juulia Turkkila / Matthias Versluis   | 150,66      | 6  | 60,61 | 7  | 90,05  |
| 8    | Adelina Galyavieva / Louis Thauron    | 149,69      | 4  | 62,37 | 8  | 87,32  |
| 9    | Katharina Müller / Tim Dieck          | 141,03      | 9  | 55,86 | 9  | 85,17  |
| 10   | Anna Kublikowa / Jurij Gulicki        | 129,49      | 10 | 48,61 | 10 | 80,88  |